# یواس‌اس میرمیدان (ای‌آرال-۱۶)
یواس‌اس میرمیدان (ای‌آرال-۱۶) (به انگلیسی: USS Myrmidon (ARL-16)) یک کشتی بود که طول آن ۳۲۸ فوت (۱۰۰ متر) بود. این کشتی در سال ۱۹۴۴ ساخته شد.